# Il cardinale Napellus
Il cardinale Napellus è un'antologia di racconti dello scrittore austriaco Gustav Meyrink (pseudonimo di Gustav Meyer). Il ruolo più importante, è svolto dall'Aconito, che è identificato con le credenze religiose e collegato al concetto di destino.
In Italia è stata pubblicata da Franco Maria Ricci Editore nella collana La Biblioteca di Babele nel 1976 e ristampata da Mondadori nel 1993 nella collana Oscar La Biblioteca di Babele.

## Trama e Struttura
Il racconto è in una forma ambigua, quasi si avvicina più alla poesia che alla prosa, gli argomenti principali sono l'assurdità della vita e del mondo, il fabbisogno iniziale di uccidere se stesso la speranza di essere vivi e si conclude con una narrazione dominata da lunghi discorsi sulla supremazia delle macchine con accenti epici, ma catastrofico dove si respira l'atmosfera della Grande Guerra.
Il libro è strutturato come segue:
- Introduzione di Jorge Luis Borges
- J.H. Obereit visita la regione delle Succhiatempo
- Il Cardinale Napellus
- I quattro fratelli della luna. Un documento

## Curiosità
- La copertina originale del libro, raffigura in tonalità di blu, un fiore di aconito che racchiude un cardinale cattolico, del quale si notano la testa e le braccia fuoriuscire dal fiore stesso.
- Il nome scientifico dell'Aconito è Aconitum napellus, da qui l'analogia con il nome del cardinale.